# Warłaam (Borisewicz)
Warłaam, imię świeckie Paweł Pawłowicz Borisewicz (ur. 22 marca 1899 w Chełmie, zm. 9 maja 1975 w Kijowie) – biskup Rosyjskiego Kościoła Prawosławnego.

## Życiorys
W 1921 ukończył prawosławne seminarium duchowne w Krzemieńcu i został wyświęcony na diakona. 6 stycznia 1923 przyjął święcenia kapłańskie i został proboszczem parafii Ruda-Błażenyk w diecezji wołyńskiej Polskiego Autokefalicznego Kościoła Prawosławnego. Następnie pełnił funkcje proboszcza w Koniuchach, jednego z diecezjalnych misjonarzy, proboszcza w Łokaczach.
13 maja 1945 został wyświęcony na biskupa winnickiego i bracławskiego. Po roku został przeniesiony na katedrę wołyńską i rówieńską. W 1948 został z kolei biskupem kamieniecko-podolskim i płoskirowskim. Urząd ten pełnił przez trzy lata, do przeniesienia na katedrę izmaelską i bołgradzką. Od 1955 do 1956 był biskupem chmielnickim i kamieniecko-podolskim, zaś od 1956 do 1961 – mukaczewskim i użhorodzkim. W 1957 otrzymał godność arcybiskupią. Od 1961 pełnił urząd arcybiskupa mińskiego i białoruskiego. W 1963 odszedł w stan spoczynku. Zmarł dwanaście lat później w Kijowie.
Jego brat Borys, po złożeniu ślubów mniszych Cyprian, również był biskupem prawosławnym.